# Кузнецов Михайло Артемович
Михайло Артемович Кузнецов (рос. Михаи́л Артемьевич Кузнецо́в; 25 лютого 1918, Ногінськ, Московська область, Російська РФСР — 23 серпня 1986, Москва, Російська РФСР) — російський актор. Народний артист Росії (1965). Лауреат Державної премії СРСР (1952), заслужений артист УРСР — 1955.
Народився в робітничій родині. Закінчив Оперно-драматичну студію ім. К. Станіславського (1941).

## Фільмографія
- 1940: «Приятелі» / Приятели — Ілля Корзунб десятикласник
- 1942: «Бойова кінозбірка «Наші дівчата»» / Боевой киносборник «Наши девушки» — Микола Озеров, старший лейтенант (новела «Одного разу вночі»)
- 1942: «Машенька» / Машенька — Альоша Соловйов
- 1942: «Секретар райкому» / Секретарь райкома — Саша Русов
- 1942: «Бойова кінозбірка № 10» / Боевой киносборник № 10 — Теодор Кристья, син Іона (новела «Молоде вино»)
- 1942: «Актриса» / Актриса — боєць на прифронтовому концерті
- 1943: «Повітряний візник» / Воздушный извозчик — Коля, другий пілот
- 1945: «Іван Грозний» / Иван Грозный  — Федір Басманов, опричник
- 1945: «Це було в Донбасі» / Это было в Донбассе  — комсомолець-підпільник
- 1946: «Наше серце» / Наше сердце — Олександр Васильович Самохін, льотчик-винищувач
- 1946: «В ім'я життя» / Во имя жизни — Колєсов, хірург
- 1947: «Рядовий Олександр Матросов» / Рядовой Александр Матросов — капітан Колосов
- 1950: «Щедре літо» / Щедрое лето (українська кінокартина) — Петро Середа
- 1951: «Тарас Шевченко» / Тарас Шевченко (українська кінокартина) — солдат Скобелєв (Державна премія СРСР, 1952)
- 1952: «Нерозлучні друзі» / Неразлучные друзья (українська кінокартина) — Андрій Андрійович Бєлов, вчитель географії, юний герой Бурун
- 1953: «Калиновий гай» / Калиновая роща (українська кінокартина) — Карп Корнійович Вєтровой, бригадир рибалок, колишній матрос
- 1953: «Доля Марини» / Судьба Марины (українська кінокартина) — Тарас Васильович, парторг
- 1954: «Командир корабля» / Командир корабля (українська кінокартина) — капітан III рангу Андрій Костянтинович Висотін
- 1954: «Море студене» / Море студёное — Федір Вєрігін
- 1955: «Матрос Чижик» / Матрос Чижик (українська кінокартина) — Федос Чижик
- 1956: «Безвісти зниклий» / Без вести пропавший (українська кінокартина) — Олексій Северін, радянський офіцер, командир інтернаціонального партизанського загону
- 1956: «Дорогоцінний подарунок» / Драгоценный подарок — Петро Петрович Сперантов
- 1958: «Дощі» / Дожди — Непейвода, новий начальник будівництва
- 1958: «НП. Надзвичайна подія» / Ч. П. — Чрезвычайное происшествие (українська кінокартина) — Антон Семенович Коваленко, парторг
- 1959: «У степовій тиші» / В степной тиши — Фарзанов
- 1959: «Марія-майстриня» / Марья-искусница — відставний солдат
- 1963: «Срібний тренер» / Серебряный тренер (українська кінокартина) — Антон Лутенко, тренер зі спортивної гімнастики
- 1965: «Гра без правил» / Игра без правил — Григорій Юхимович Ларцев, полковник, чекіст
- 1965: «Гіперболоїд інженера Гаріна» / Гиперболоид инженера Гарина — Хлинов
- 1967: «Весільні дзвони» (т/ф) / Свадебные колокола (українська кінокартина) — батько Вєні
- 1972: «Юлька» / Юлька (українська кінокартина) — Єгор Семенович, директор ПТУ і вчитель фізики
- 1973: «Юнга Північного флоту» / Юнга Северного флота — мічман Лук'янов
- 1975: «Дорога» / Дорога — Іван Федорович, начальник будівництва
- 1975: «Сімейні справи Гаюрових» / Семейные дела Гаюровых — Андрій Сергійович Горбунов, парторг
- 1975: «Повторне весілля» / Повторная свадьба — Павло Прокопович
- 1978: «Квартет Гварнері» (т/ф, 2 с) / Квартет Гварнери (українська кінокартина) — Лактіонов, відомий музикант з Большого театру
- 1980: «Червоні погони» / Алые погоны (українська кінокартина) — генерал Полуектов
- 1980: «Таємне голосування» / Тайное голосование — Фома Лукаш
- 1982: «Росія молода» / Россия молодая — князь-воєвода Прозоровський
- 1982: «Багратіон» / ბაგრატიონი — Михайло Іларіонович Кутузов
- 1987: «Під знаком Червоного Хреста» / Под знаком Красного креста — Микола Степанович Карташов
- 1987: «Апеляція» / Апелляция — другий секретар обкому

Нагороджений орденом «Знак Пошани».